# Jindřich Malík
Jindřich Malík  (1955, Liberec) je český zpěvák, známý především ze svého působení ve skupinách Fešáci a Balet. Začínal ve skupině Yo Yo Band, proslavil se duety s Lenkou Filipovou, spolupracoval s Michalem Tučným, Ondřejem Hejmou a dalšími interprety.